# Ipomoea repanda
Ipomoea repanda är en vindeväxtart som beskrevs av Nikolaus Joseph von Jacquin. Ipomoea repanda ingår i släktet praktvindor, och familjen vindeväxter. Utöver nominatformen finns också underarten I. r. repanda.